# Kobyliská střelnice
Kobyliská střelnice je bývalá vojenská střelnice a popraviště v době Protektorátu Čechy a Morava v Praze-Kobylisích. Od roku 1945 je pietním místem, roku 1975 přeměněno na Památník protifašistického odboje. Od roku 1978 je národní kulturní památkou.

## Historie
Kobyliská střelnice vznikla v roce 1890 na okraji tehdejší vsi Kobylisy severně od Prahy. Zprvu sloužila pro výcvik pěchoty, ale brzy se stala také výletním místem. Vojenské kapely tu pořádaly koncerty, byla zřízena konírna a cvičila se jízda na koni. Po 1. světové válce nacvičovaly na střelnici i měšťanské sbory, Sokol a další spolky.
Podle střelnice byla při svém vzniku v roce 1938 pojmenována Střelničná ulice, která vede z Kobylis směrem k Proseku.

## Popraviště

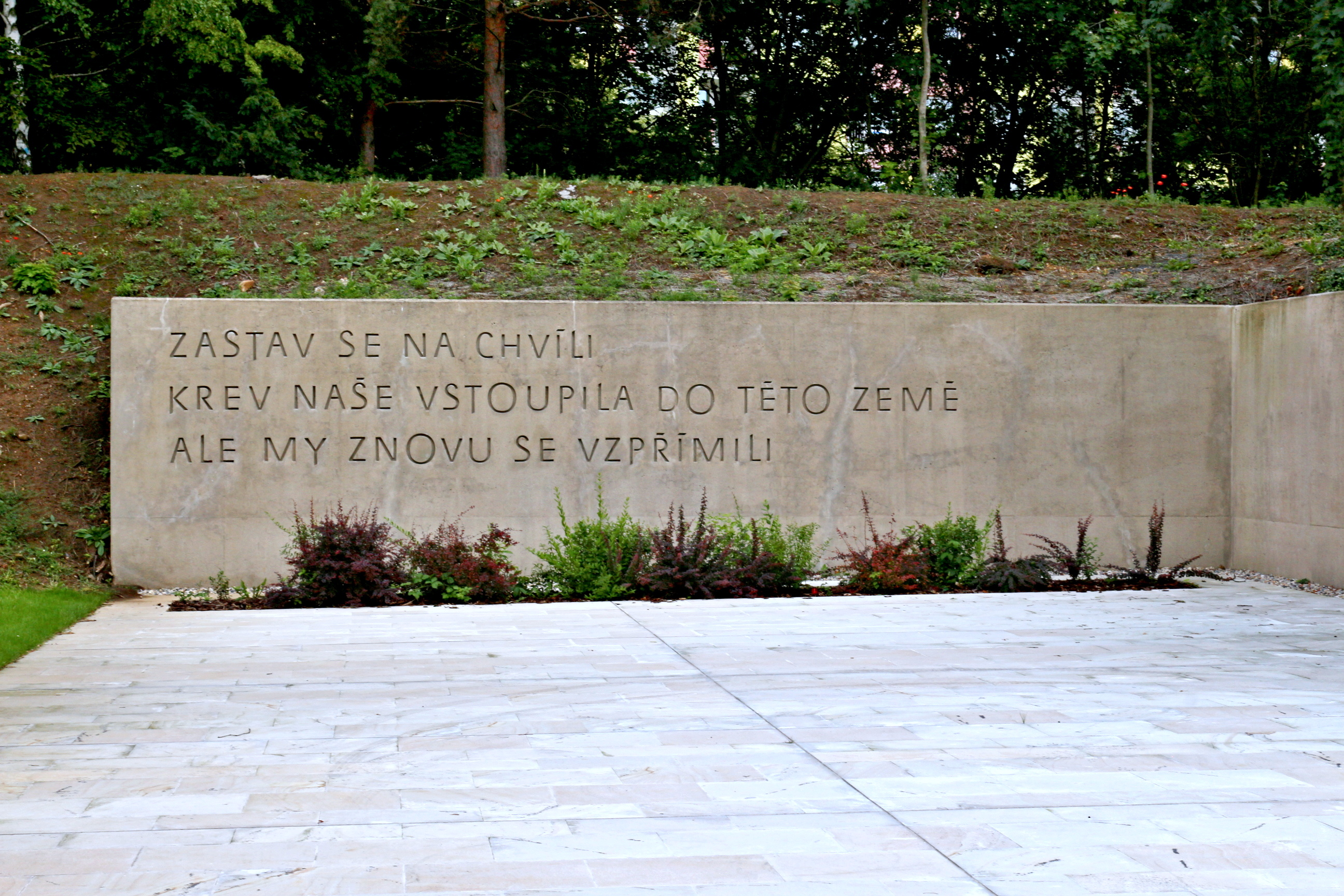
Pietní deska s verši Miroslava Floriana a seznam popravených

Za druhé světové války zřídila německá správa Prahy v zadní části střelnice popraviště, přičemž na tuto práci nasadila mj. židovské pracovníky. Bývalá konírna se proměnila na poslední vězení odsouzených. Nejvíce represivních poprav proběhlo v prostorách střelnice v Kobylisích po atentátu na Reinharda Heydricha v období tzv. II. stanného práva. Zvuky výstřelů byly záměrně přehlušovány spouštěnými motory autobusů a automobilů. Za 33 dnů, od 30. května do 3. července 1942, zde bylo prokazatelně popraveno 539 lidí: 463 mužů a 76 žen, jen výjimečně jiné než české národnosti. Mezi nimi bylo i mnoho významných vědců, umělců, politiků a vojáků, mj. Alois Eliáš, feministka Františka Plamínková, Vladislav Vančura, Evžen Rošický, Jan Auerhan, zoolog Jaroslav Štorkán či skupina občanů Lidic. Dne 24. června 1942 zde byla například popravena téměř celá rodina Vosmíkových, která pomáhala československým parašutistům. 4. září 1942 zde byli popraveni tři představitelé české pravoslavné církve (biskup Gorazd, Václav Čikl, Jan Sonnevend), 5. září dodatečně Vladimír Petřek, za poskytnutí azylu československým parašutistům v kostele sv. Cyrila a Metoděje po atentátu na R. Heydricha.

## Pietní místo
Po skončení 2. světové války byla střelnice nejdříve pietně upravena Pražany. Část ještě nějakou dobu využíval Svazarm a Armádní film. V roce 1978 byla Kobyliská střelnice prohlášena za národní kulturní památku.
Dnešní pietní výzdoba areálu střelnice byla dokončena roku 1975. Na místě bývalých koníren je mozaika od Martina Sladkého, opodál stojí dřevěný kříž (původní byl pro špatný stav dřeva nahrazen v prosinci 2007 novým) a plastika plačící ženy od Miloše Zeta.
Pamětní desky se seznamem popravených a s osobními daty obětí jsou umístěny proti popravčímu místu, přibližně v místech, kde kdysi stávaly podélné dřevěné kůlny, které sloužily k dočasnému ukládání rakví s popravenými před jejich odvozem do krematoria. Nápisy na kovových deskách uvádějí kromě jména také hodinu, den, měsíc a rok popravy. Za jménem je též uveden dovršený věk života jednotlivých osob.
Naproti jedinému vchodu do areálu skrz val jsou do desky vytesány verše Miroslava Floriana.
ZASTAV SE NA CHVÍLI
KREV NAŠE VSTOUPILA DO TÉTO ZEMĚ
ALE MY ZNOVU SE VZPŘÍMILI
V české literatuře vypodobnila popravy na Kobyliské střelnici Marie Pujmanová na osudu jedné z fiktivních postav románu Život proti smrti.
Od března 2015 do dubna 2016 byl areál uzavřen a prošel rekonstrukcí, v jejímž rámci byly odstraněny náletové dřeviny, odkryty a zrekonstruovány terčové střelecké jámy včetně terčových mechanismů, původní rozbitá trachytová dlažba byla vyměněna za novou, která pochází ze stejného lomu. Byly instalovány přípojky vody a elektřiny pro závlahový a kamerový systém, zavedeno nové osvětlení a provedeny i další opravy a restaurační práce. Celkové náklady dosáhly přibližně 13 milionů korun. Slavnostně znovuotevřen byl za účasti ministra obrany a představitelů městské části v pondělí 25. dubna 2016.

## Mechanické ovládání terčů
V zadní části areálu střelnice naproti valu s mozaikou se nachází pozůstatek bývalého mechanismu tehdejší střelnice. Jedná se o zrenovované kovové konstrukce technického zařízení sloužící původně pro umisťování a ovládání terčů. Zařízení se nachází ve třech řadách hlubokých příkopů, které chránily lidskou obsluhu před střelami.

## Fotogalerie

Kobyliská střelnice - detaily objektů
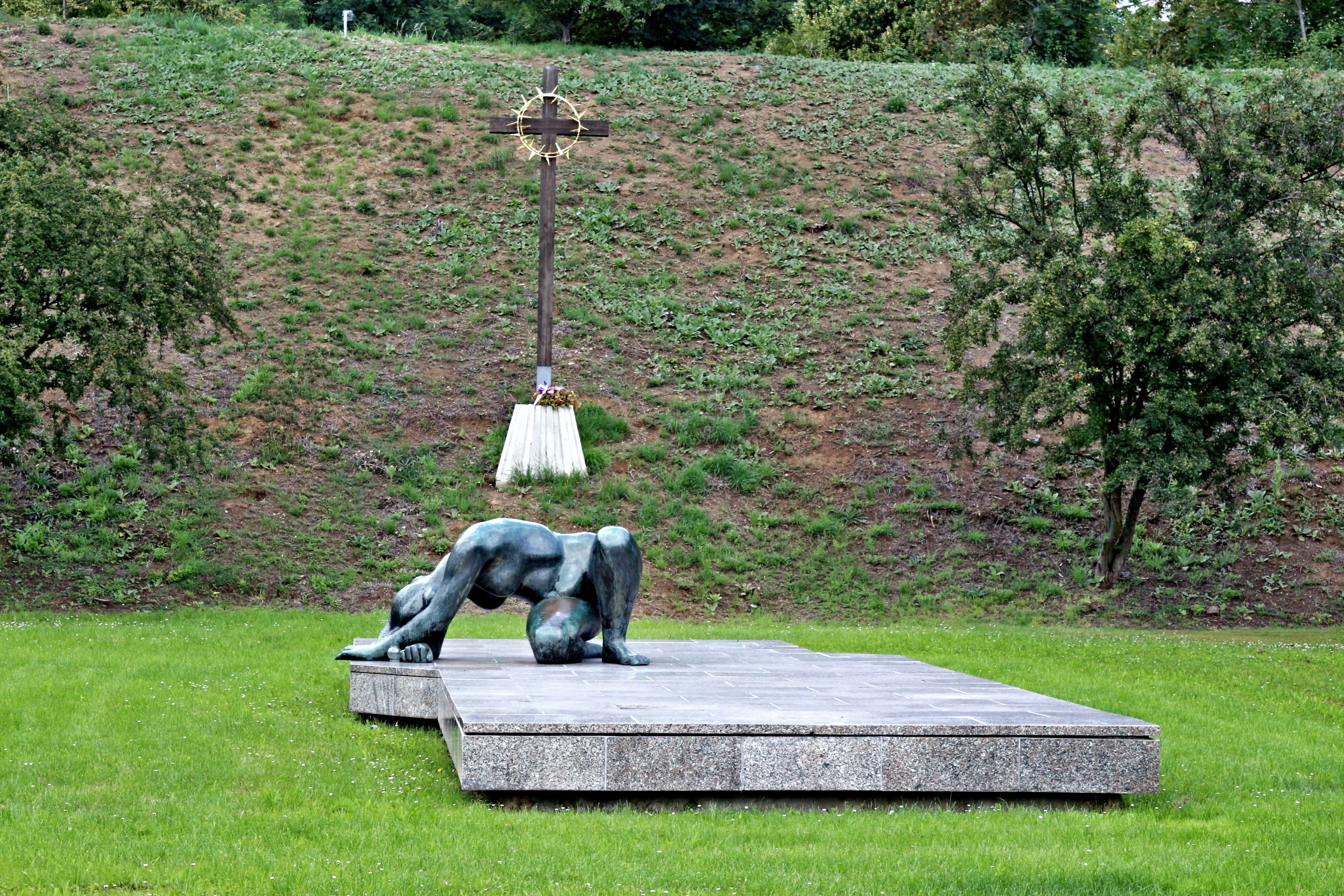
Kříž a socha od Miloše Zeta
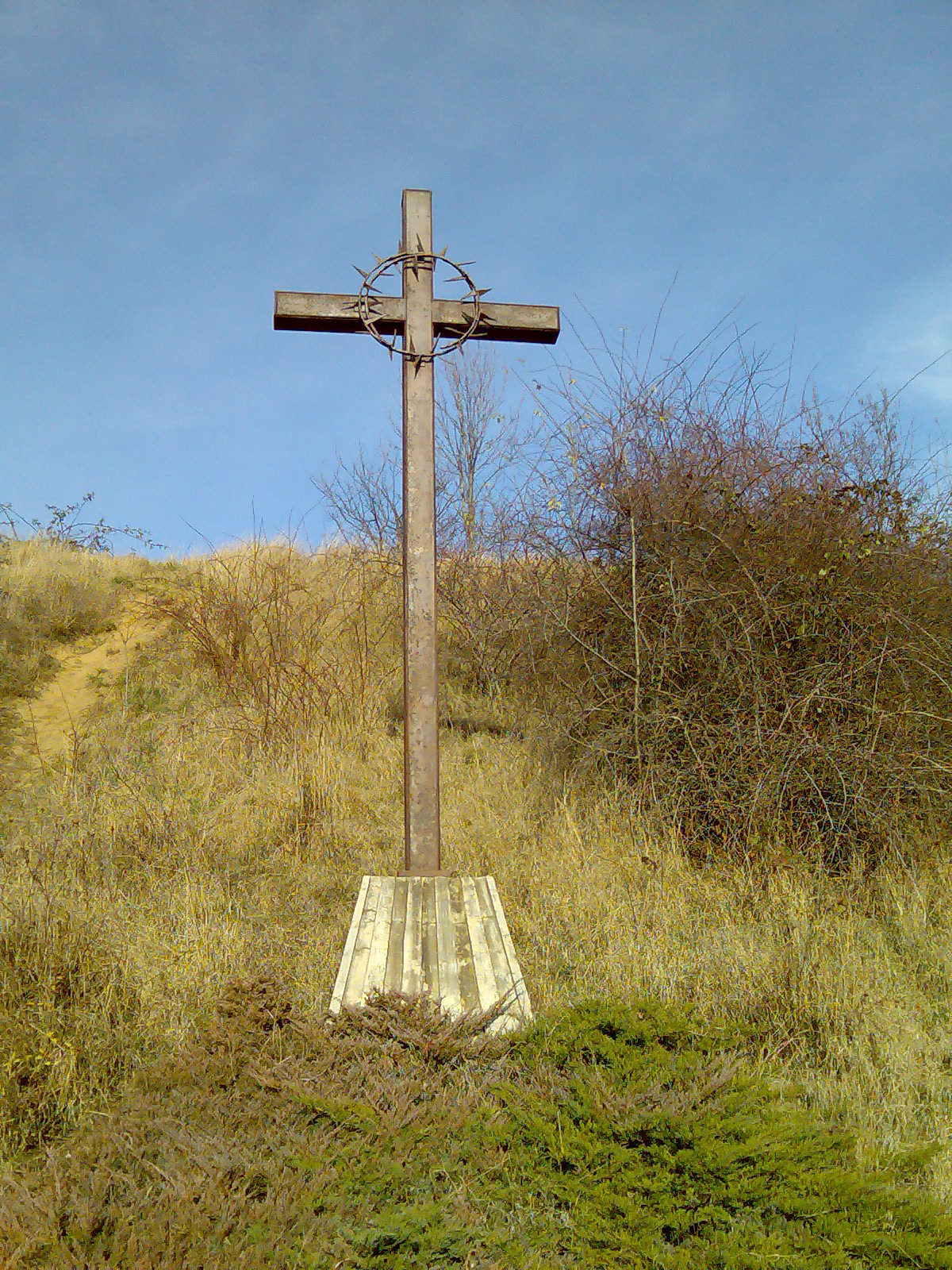
Detail kříže
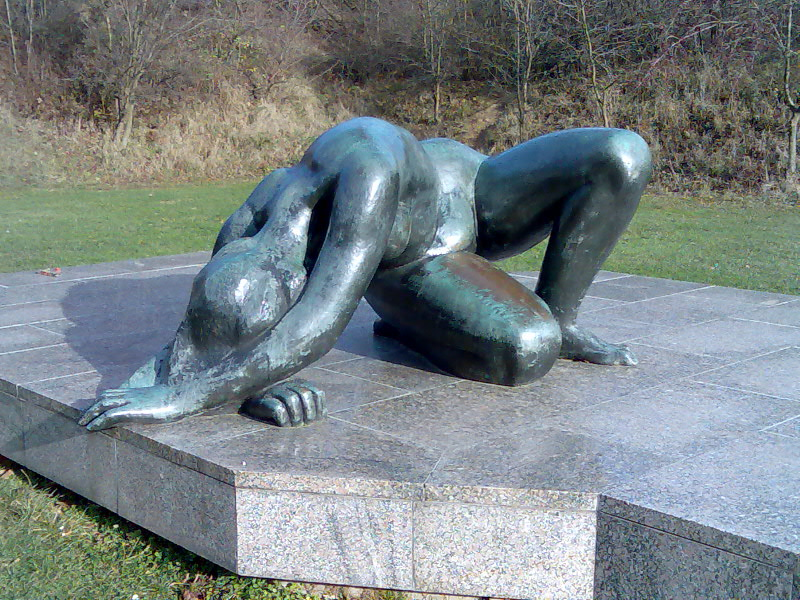
Detail sochy
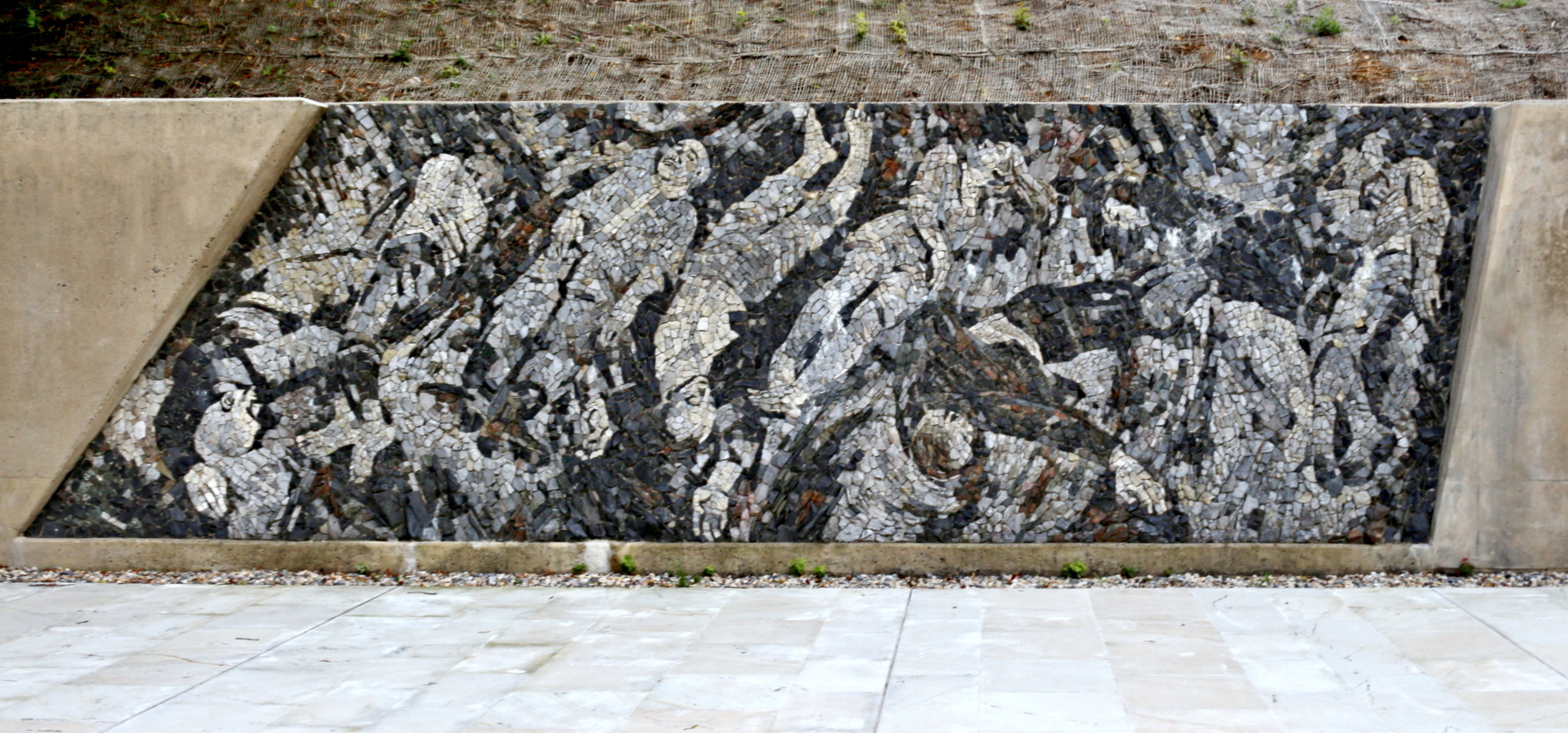
Mozaika na místě bývalých koníren
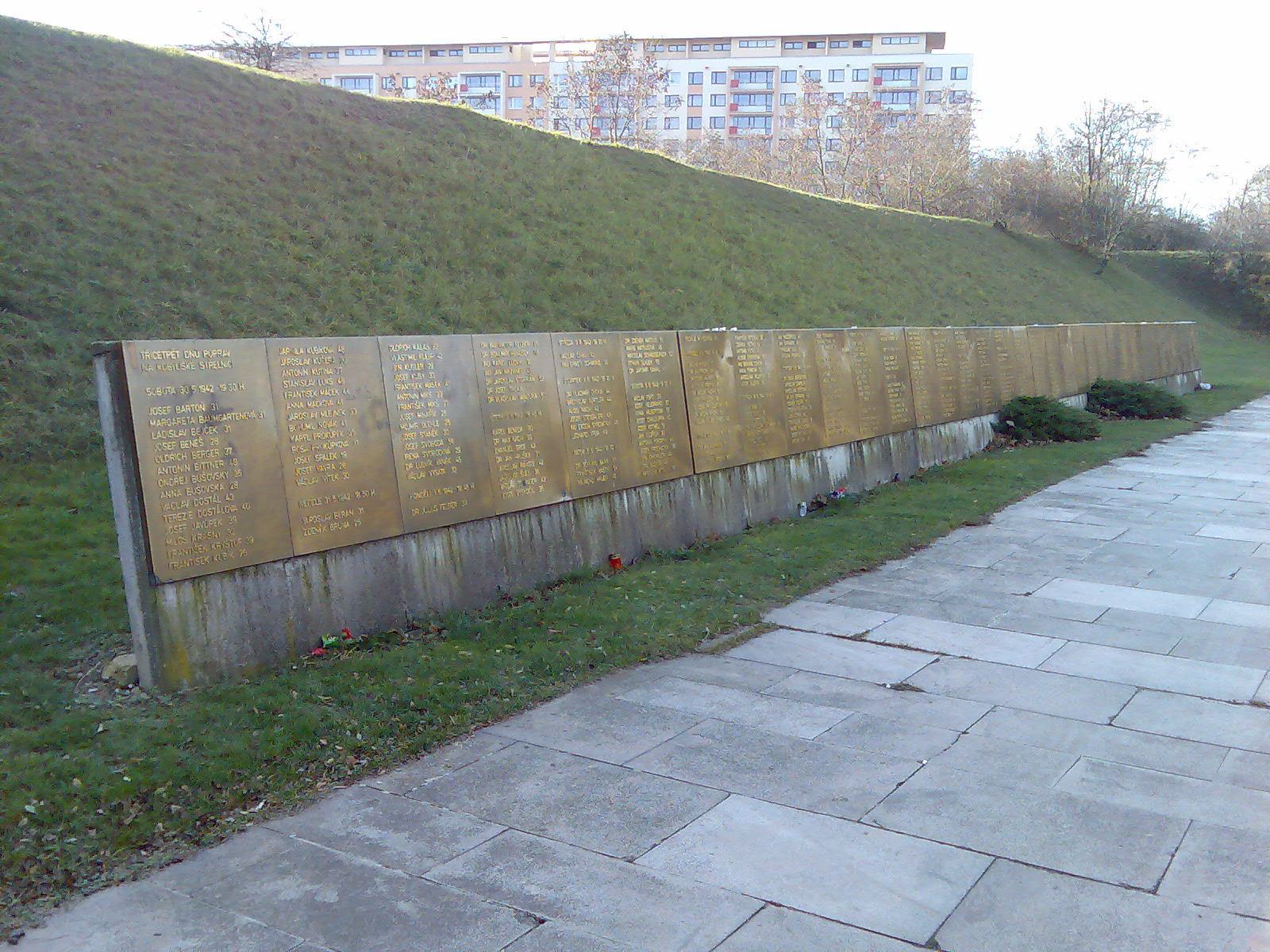
Desky se jmény popravených
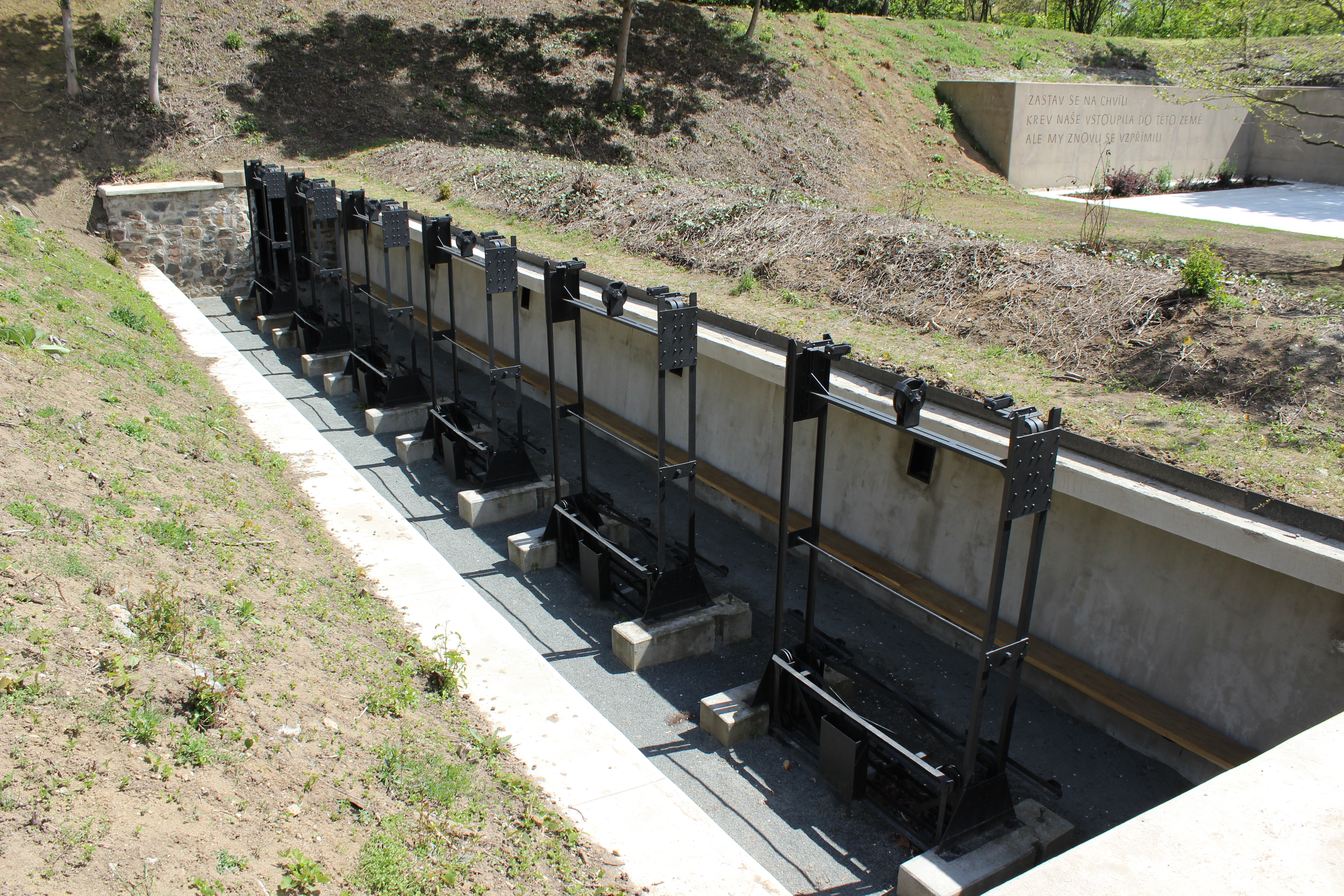
Mechanické ovládání terčů (celkový pohled na jednu ze tří řad)
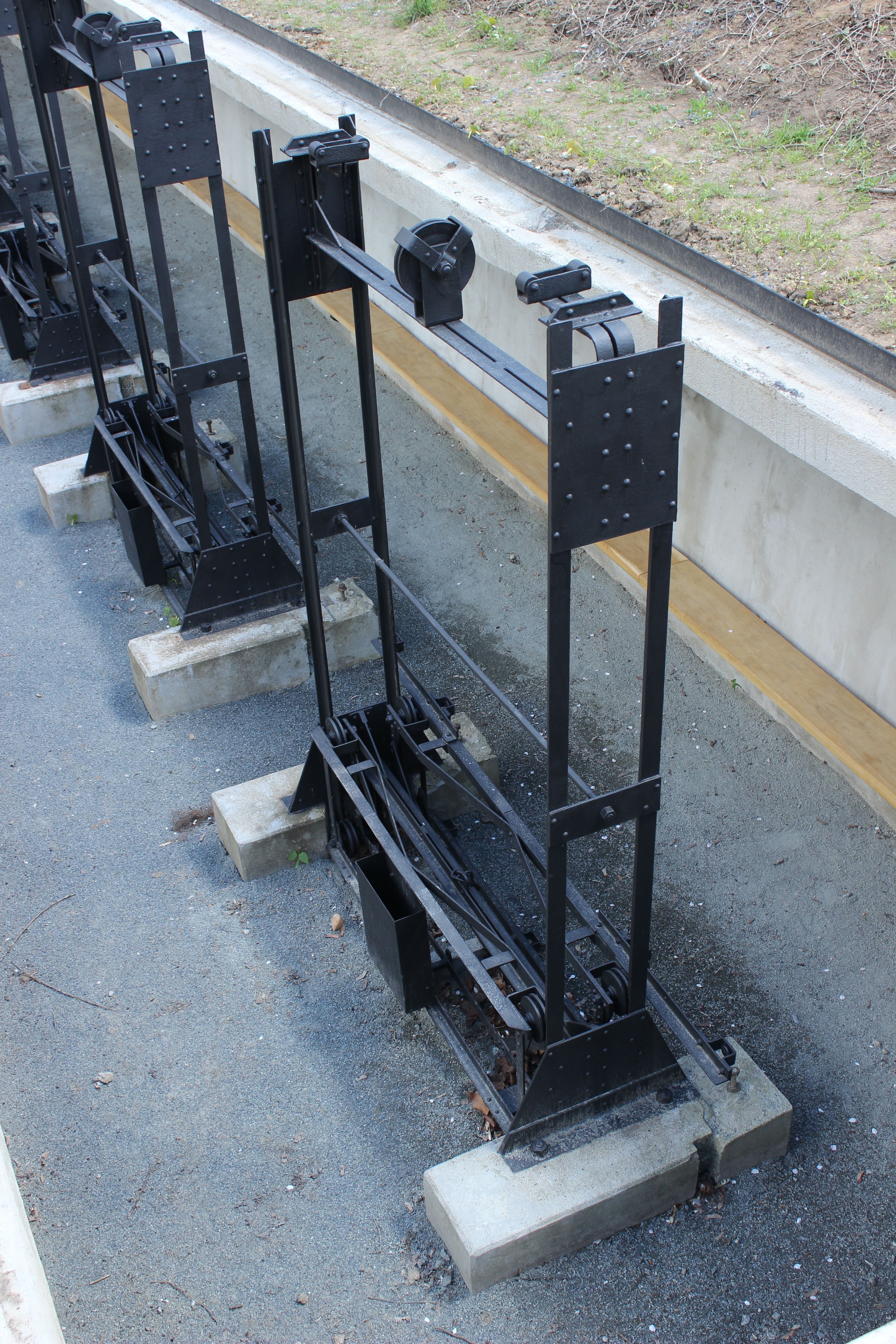
Mechanické ovládání terčů (detail)
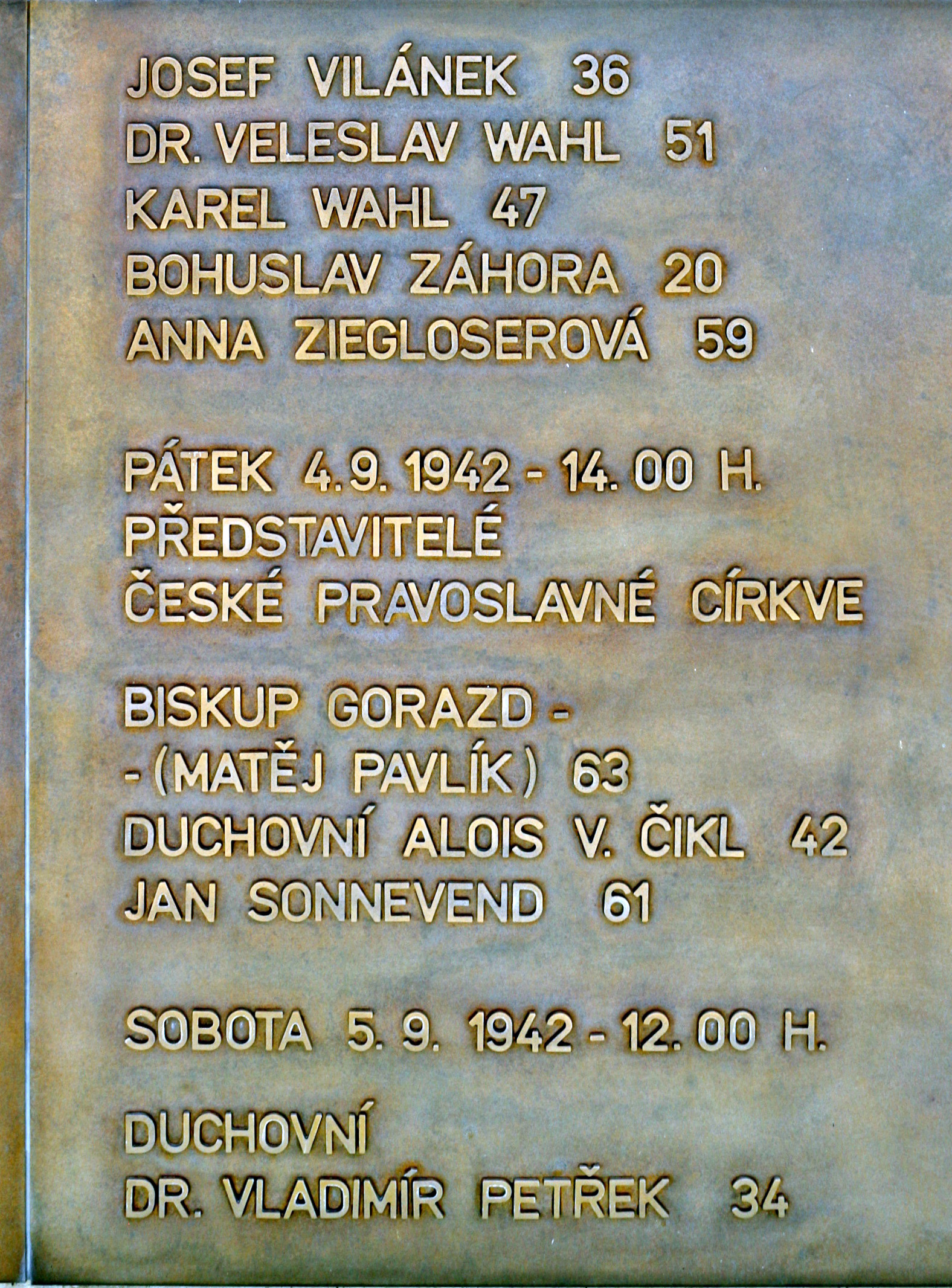
Jména zástupců Čs. pravoslavné církve popravených za ukrývání parašutistů po atentátu na Heydricha